# Don Juan (canción)
«Don Juan» es una canción de la cantante colombiana Fanny Lu en colaboración con el dúo Chino y Nacho, es el tercer sencillo extraído de su álbum de estudio de 2011, Felicidad y Perpetua, fue lanzada como sencillo el 2 de octubre de 2012. También sirvió como primer sencillo promocional del primer álbum recopilatorio de la cantante colombiana: Voz y Éxitos, dado a conocer el 10 de diciembre de 2012.
En marzo de 2012, durante una entrevista, Fanny Lu reveló que «Don Juan» sería el tercer single. El 2 de octubre de ese año fue lanzada de manera oficial, ocupando las primeras posiciones de varios países llegando así a ser #1 en Venezuela, Chile, México, Paraguay y Perú[cita requerida].

## Audio
El audio de la canción fue colgado en la página oficial de Fanny Lu en YouTube el 22 de noviembre de 2011 junto a los demás audios del álbum Felicidad y Perpetua. El video llegó en tan sólo 2 semanas a 1,8 millones de visitas en el canal oficial pero fue bloqueado, sin embargo, cuenta con más de 4 millones de visitas en canales no oficiales.

## Presentaciones en Vivo
Fanny Lu interpretó por primera vez la canción el 11 de diciembre de 2012 junto a Chino y Nacho en vivo desde La Voz Colombia.
- Datos: Q5292865